# Rối loạn nhân cách ranh giới
Rối loạn nhân cách ranh giới (tiếng Anh: borderline personality disorder, viết tắt là BPD), còn được gọi là rối loạn nhân cách tâm trạng không ổn định, là một bệnh tâm lý có đặc trưng là việc thường xuyên có những mối quan hệ bất ổn, nhìn nhận bản thân một cách bóp méo, và có những phản ứng cảm xúc dữ dội.
Bệnh nhân thường có hành vi tự hại cũng như những hành vi nguy hiểm khác. Họ cũng có thể cảm thấy trống rỗng, sợ bị bỏ rơi và tách rời với thực tại. Các triệu chứng của BPD có thể bị kích hoạt bởi những điều mà người khác xem là bình thường. BPD thường khởi phát ở đầu độ tuổi trưởng thành và xảy ra trong nhiều bối cảnh khác nhau. Lạm dụng chất gây nghiện, trầm cảm và rối loạn ăn uống thường có liên hệ với BPD. Khoảng 10% người bệnh tử vong do tự sát. BPD thường bị mang tiếng xấu cả trên các phương tiện truyền thông và trong lĩnh vực tâm lý học.
Nguyên nhân dẫn đến BPD vẫn chưa được hiểu rõ nhưng có khả năng bị gây ra bởi các yếu tố di truyền, thần kinh, môi trường và xã hội. Người có thành viên trong gia đình mắc BPD có nguy cơ mắc bệnh cao hơn khoảng năm lần. Các sự kiện tiêu cực trong cuộc đời cũng đã cho thấy là yếu tố dẫn đến BPD. Nguyên lý của bệnh dường như có liên quan đến mạng lưới nơron ở phía trước hệ limbic. Theo Cẩm nang Chẩn đoán và Thống kê Rối loạn tâm thần (DSM) do Hiệp hội Tâm thần học Hoa Kỳ xuất bản, BPD được xem là một dạng rối loạn nhân cách cùng với chín dạng rối loạn khác. Bệnh cần phải được phân biệt với vấn đề về nhân dạng hay rối loạn sử dụng chất gây nghiện, bên cạnh các bệnh lý khác.
BPD được điều trị bằng các liệu pháp trị liệu tâm lý như liệu pháp hành vi nhận thức (CBT) hay liệu pháp hành vi biện chứng (DBT). DBT có thể làm giảm nguy cơ tự sát ở người mắc BPD. Việc trị liệu có thể được tiến hành một cách riêng tư hay theo nhóm. Tuy BDP không thể chữa được bằng thuốc nhưng chúng có thể giúp kiểm soát các triệu chứng của bệnh. Các trường hợp nghiêm trọng có thể cần phải được nhập viện.
Hàng năm, tỷ lệ dân số thế giới là bệnh nhân BPD được ước tính khoảng 1,6%, nhưng có thể lên tới 6%. Nữ giới được chẩn đoán mắc bệnh nhiều gấp ba lần nam giới. Có vẻ như bệnh ít phổ biến hơn ở người lớn tuổi. Một nửa số người mắc BPD sẽ có sự tiến triển trong khoảng thời gian 10 năm. Người bệnh thường cần đến một lượng hỗ trợ y tế lớn. Cách đặt tên cho bệnh hiện vẫn đang được tranh luận, đặc biệt là về việc dùng từ ranh giới.

## Nguyên nhân
Giống như những bệnh tâm lý (và/hoặc thần kinh) khác, nguồn gốc của BPD thường phức tạp với sự kết hợp của nhiều yếu tố với ảnh hưởng khác nhau nên giới y học chưa có kết luận chính thức. Có một số bằng chứng chứng mình rằng PTSD và BPD có thể liên quan tới nhau. Phần lớn giới nghiên cứu cũng cho rằng một tuổi thơ bất hạnh cũng có thể là nguyên nhân góp phần nhưng mặc dù còn thiếu bằng chứng ủng hộ so với nghiên cứu được đổ dồn cho yếu tố liên quan: thần kinh học, di truyền học, sinh học thần kinh. Yếu tố xã hội có thể kể tới những mối quan hệ đầu tiên (từ khi còn nhỏ) của người có BPD với gia đình, anh chị em ruột và bạn bè họ. Yếu tố tâm lý bao gồm: ảnh hưởng từ môi trường sống (bị bạo hành hoặc bỏ rơi khi còn nhỏ) đến tính cách, cách hành xử và cách xử lý stress của người có BPD. Ngoài ra, việc bạo lực học đường và cô lập cũng khiến BPD phát triển.

### Yếu tố Di truyền học
Một nghiên cứu cho rằng mức độ di truyền của BPD là 40%  Nghiên cứu sinh đôi, anh chị em ruột và gia đình cũng chỉ ra rằng hành vi mất kiểm soát của người có BPD một phần là do gen nhưng nghiên cứu chất dẫn truyền thần kinh serotonin và một số gen liên quan lại cho rằng gen không có ảnh hưởng nhiều đến hành vi này.
Một cuộc nghiên cứu về những cặp sinh đôi cùng cha mẹ của mình đã và đang được thực hiện ở Hà Lan, với khoảng 711 cặp sinh đôi và 561 cha mẹ được làm xét nghiệm để phát hiện vị trí đặc tính của gen ảnh hưởng tới sự phát triển của BPD. Từ đó, phát hiện ra vật chất di truyền trên chromosome số chín có liên quan tới phần lớn những triệu chứng của BPD. Chuyên gia nghiên cứu kết luận rằng "yếu tố di truyền đóng vai trò quan trọng trong sự khác biệt về triệu chứng của những người cùng có BPD." Trước đó, họ cũng đưa ra kết luận: nguồn gốc BPD khoảng 42% là do di truyền và 58% còn lại thuộc về yếu tố môi trường.
Gần đây, nghiên cứu biến thể 7-repeat của Gen DRD4 - đã được chứng minh có liên quan tới một số bệnh thần kinh khác, kết hợp với  chất dẫn truyền dopamine (DAT, hay SLC63) đã chỉ ra mối liên hệ với khả năng kiểm soát hành vi trong BPD. Chromosome số năm cũng bị nghi ngờ có liên quan tới BPD.

### Yếu tố Thần kinh học
Một số nghiên cứu về hình ảnh não bộ đã tìm ra bằng chứng về sự thuyên giảm hoạt động của vị trí não phụ trách cảm xúc và phản ứng với stress, ảnh hưởng tới hồi hải mã, hạch hạnh nhân, vùng vỏ não trước trán gần ổ mắt phụ trách cho việc ra quyết định (Orbitofrontal Cortex - OFC) và so với những vùng não khác  Ngoài ra, một số nghiên cứu về thay đổi sự tập trung của chất chuyển hoá thần kinh trong não bộ của người có BPD, đặc biệt là acid N-acetylaspartate (NAA,) acid creatine và một số hợp chất dẫn truyền thần kinh glutamate sử dụng MRS (magnetic  resonance spectroscopy) - một kỹ thuật đặc biệt của MRI cũng đã được thực hiện.

#### Hồi hải mã
Giống như những người mắc PTSD, người có BPD thường có hồi hải mã nhỏ hơn so với người bình thường. Mặc cho điểm chung này, hạch hạnh nhận của người có BPD lại nhỏ hơn so với người mắc PTSD.

#### Hạch hạnh nhân
Hạch hạnh nhân trong não của người có BPD có xu hướng nhỏ hơn và hoạt động mạnh hơn so với người bình thường. Người mắc OCD cũng có hạch hạnh nhận nhỏ hơn bình thường. Một nghiên cứu đã chỉ ra rằng khi người mắc BPD đang có cảm xúc tiêu cực, hạch hạnh nhân bên trái bắt đầu hoạt động mạnh một cách bất thường. Với nhiệm vụ chính là tạo ra cảm xúc và cảm nhận, hoạt động bất bình thường nói trên của hạch hạnh nhân có thể giải thích cho cường độ và thời gian chịu đựng những cảm xúc như sợ hãi, buồn bã, tức giận, xấu hổ cũng như sự nhạy cảm thái quá trước người khác của người mắc BPD 

#### Vỏ não trước trán
Vùng vỏ não trước trán của người có BPD, đặc biệt khi họ đang nhớ lại hình ảnh mình bị bỏ rơi, trở nên kém hoạt động hơn so với bình thường.  Hoạt động bất thường này diễn ra ở vùng đai vỏ não trước trán (anterior cingulate cortex) (khu vực Brodmann số 24 và 32) Với vai trò điều hoà kích thích cảm xúc, hoạt động bất thường ở võ não trước trán có thể giải thich sự khó khăn của người có BPD  trong việc quản lý tâm trạng và phản ứng với stress.

#### Trục hạ đồi thị - tuyến yên - tuyến thượng thận
Trục hạ đồi thị - tuyến yên - tuyến thượng thận (hypothalamic-pituitary-adrenal axis - trục HPA) có nhiệm vụ điều hoà hoạt động sản xuất hormone cortisol - hormone quản lý phản ứng lại stress. Đối với người có BPD, hoạt động sản xuất cortisol thường được đẩy mạnh, gây ra hoạt động bất thường của trục HPA  Từ đó, khiến trục HPA phải chịu sức ép lớn từ phản ứng sinh học của stress, giải thích lý do tại sao người có BPD lại nhạy cảm với sự khó chịu (giận dữ nhẹ và thường xuyên)   Vì những sự kiện gây tổn thương (trong quá khứ của người BPD) có thể làm tăng hoạt động sản xuất cortisol và trục HPA, có một giả thiết cho rằng hoạt động hiều hơn bình thường của trục HPA ở người có BPD chỉ là sự phản chiếu của tuổi thơ và quá khư tổn thương của chính họ  Một giả thiết khác lại cho rằng bằng cách tăng độ nhạy cảm của mình với những sự kiện mang tính stress cao,  tăng hoạt động sản xuất cortisol trong tuyến thượng thận có thể khiến người mắc BPD tái hiện quá khứ (/tuổi thơ) bị tổn thương với những sự kiện trên.
Sự đẩy mạnh hoạt động sản xuất cortisol cũng làm hành vi tự tử (nói chung) tăng cao

### Yếu tố Khoa học Thần kinh

#### Estrogen
Sự khác biệt trong vòng hoạt động estrogen của nữ giới có thể liên quan tới triệu chứng BPD ở bệnh nhân nữ  Một nghiên cứu năm 2003 chỉ ra rằng: có thể dự đoán sự thay đổi hàm lượng estrogen trong suốt chu kỳ kinh nguyệt của phụ nữ có biểu hiện của BPD. Mối quan hệ giữu lượng estrogen và biểu hiện BPD bắt đầu được các nhà nghiên cứu chú ý nhiều hơn khi thử nghiệm phát hiện ra triệu chứng của những phu nữ có sẵn khả năng đang mắc BPD trở nên xấu đi 

### Yếu tố môi trường

#### Tuổi thơ bất hạnh
Có nhiều nghiên cứu giả thiết rằng có một mối liên hệ rõ ràng giữa bạo hành trẻ em, đặc biệt là xâm hại tình dục với sự phát triển của BPD. Nhiều người mắc BPD công nhận rằng mình thường bị bạo hành và bỏ mặc liên tục khi còn nhỏ, tuy nhiên, người ta vẫn đang tiếp tục tranh cãi về độ tin cậy của nguyên nhân này. Thống kê cho biết người mắc BPD có khả năng bị bạo hành tinh thần, thể xác và tình dục bởi người bảo hộ (kể cả nam lẫn nữ) khi còn bé. Họ cũng cung cấp thêm thông tin về khả năng cao bị người thân lạm dụng tình dục hoặc người bảo hộ qua đời khi họ còn nhỏ.
Không những thế, người mắc BPD thường hay chỉ ra rằng người bảo hộ (cả hai giới) thường xuyên chối bỏ suy nghĩ và cảm nhận của họ. Cũng có những ghi nhận người bảo hộ không cung cấp đầy đủ những điều kiện cần thiết nhất cho sự phát triển của con trẻ họ và liên tục bỏ mặc việc chăm sóc trẻ. Cha mẹ của người mắc BPD thường không yêu thương trẻ (vô cảm) và hay thay đổi cách đối xử với trẻ. Thêm vào đó, phụ nữ mắc BPD có người bảo hộ nữ (mẹ, bà,...) bỏ mặc hoặc người bảo hộ nam (cha, ông, chú, bác...) bạo hành khi còn nhỏ có khả năng bị người lạ xâm phạm tình dục cao hơn.
Tuy nhiên, không có một nghiên cứu nào nêu trên từng đưa ra bằng chứng chứng tỏ tuổi thơ bất hạnh có thể gây ra hoặc góp phần gia tăng khả năng có BPD. Thí dụ, việc những người bảo hộ đối xử tệ bạc với trẻ em có thể phần nào do họ bị di truyền rối loạn nhân cách, gen chứa bệnh này tiếp tục di truyền cho thế hệ tiếp theo - nguyên nhân chính khiến trẻ mắc BPD và những yếu tố khác kết hợp, chứ không phải do cách đối xử của người bảo hộ.
Trong một cuốn sách về phân tâm học, Otto Kernberg tranh luận rằng những trẻ em không có khả năng phân biệt mình (bản ngã) với người khác và không thể từ bỏ lối suy nghĩ trắng-đen có nguy cơ cao mắc BPD.